# Nozu Michitsura

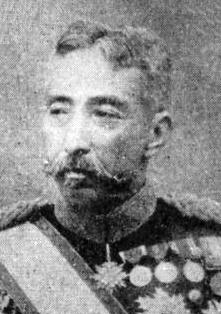
Nozu Michitsura.

Nozu Michitsura (野津道貫?   17 de diciembre de 1840 - 18 de octubre de 1908) fue un Mariscal de Campo japonés y una figura importante en el comienzo de la Armada Imperial Japonesa.

## Biografía
Nació en Kagoshima, hijo de un samurái del dominio Satsuma. Nozu participó en la Guerra Boshin. En 1871 fue nombrado como mayor y posteriormente luchó contra los que habían sido sus colegas en la Rebelión Satsuma. En 1878 se convirtió en comandante del distrito militar de Tokio. Junto con el ministro de Guerra de Japón, Oyama Iwao, visitó Europa para examinar los sistemas militares de varios países europeos, a su regreso fue nombrado comandante del distrito militar de Hiroshima y nombrado general en 1894.
Durante la primera guerra sino-japonesa, Nozu lideró la división Hiroshima en la batalla de Pionyang (1894). Relevó al general Yamagata Aritomo como comandante en jefe de la Armada Japonesa de Manchuria y peleó en ese puesto durante el resto de esa guerra. Después de este conflicto tuvo diferentes nombramientos incluyendo comandante de la Guardia Imperial Japonesa, inspector general de Entrenamiento Militar y como miembro del Concilio de Guerra.
Por sus servicios, el emperador Meiji le concedió el título de vizconde (“shishaku”) bajo el sistema de títulos nobiliarios “kazoku” en 1895.
Nozu comandó la Cuarta Armada Japonesa en la guerra ruso-japonesa, y promovido a Mariscal de Campo en 1906. Su título fue elevado al de koshaku (marqués) en 1906.
Las condecoraciones de Nozu incluían la Orden del Papalote Dorado (1.ª clase) y el Gran Cordón de la Suprema Orden del Crisantemo.
Su tumba se encuentra en el cementerio de Aoyama, en el centro de Tokio.